# سيفينش غورسين أكيلدز
سيفينش غورسين أكيلدز (بالتركية: Sevinç Gürsen Akyildiz (ولدت 23 يناير 1979 -)، ممثلة تركي متزوجة ولديها 4 أبناء

## الأفلام والمسلسلات التي شاركت بها
- المسلسل الاسرة ووزنها عام 1997
- مسلسل رقصة النار عام 1998
- مسلسل صباح الخير شقيقي عام 1998
- مسلسل قصة الثعبان عام 1999
- مسلسل الحديد عام 1999
- مسلسل هل لدينا في الحب عام 2002
- مسلسل ابن عم في آسيا عام 2002
- مسلسل عسلي وكرم عام 2003
- مسلسل مترو بالاس عام 2004
- مسلسل يمكن لامي عام 2004
- مسلسل نور عام 2005
- مسلسل قطاع الطرق لن يحكموا العالم (مسلسل) 2016

## روابط خارجية
- سيفينش غورسين أكيلدز على موقع IMDb (الإنجليزية)